# Wembley Cup
Wembley Cup foi um torneio internacional amistoso, disputado nos dias 24 de Julho e 26 de Julho de 2009, ocorrido na cidade de Londres na Inglaterra. As 4 partidas aconteceram no Wembley Stadium, de caráter classificatório de maneira que a pontuação se dá igual à pontuação oficial; 3 pontos para vitória e 1 ponto para empate. O saldo de gol serve como critério de desempate.

## Participantes
- Al-Ahly - Campeonato Egípcio de Futebol (Egyptian Premier League)
- Barcelona - Campeonato Espanhol de Futebol (La Liga)
- Celtic - Campeonato Escocês de Futebol (Scottish Premier League)
- Tottenham Hotspur - Campeonato Inglês de Futebol (Premier League)

## Jogos

### 1º dia
| 24 de julho de 2009 | Celtic                                                          | 5 – 0 | Al-Ahly | Wembley Stadium, Londres |
| 17:15 (UTC+1)       | Donati 31' · McDonald 39' (pen.) 58' · Maloney 49' · Killen 82' |       |         |                          |

| 24 de julho de 2009 | Barcelona | 1 – 1 | Tottenham Hotspur | Wembley Stadium, Londres |
| 20:00 (UTC+1)       | Bojan 32' |       | Livermore 83'     | Árbitro: Mark Halsey     |

### 2º dia
| 26 de julho de 2009 | Al-Ahly      | 1 – 4 | Barcelona                                       | Wembley Stadium, Londres |
| 13:15 (UTC+1)       | El-Agazy 30' |       | Bojan 15' · Rueda 40' · Jeffren 55' · Pedro 66' | Árbitro: Chris Foy       |

| 26 de julho de 2009 | Celtic                  | 2 – 0 | Tottenham Hotspur | Wembley Stadium, Londres |
| 16:00 (UTC+1)       | Killen 9' · Samaras 40' |       |                   | Árbitro: Alan Wiley      |

## Classificação
| P | Team      | Pts | V | E | D | PJ | GF | GC | SG |
| - | --------- | --- | - | - | - | -- | -- | -- | -- |
| 1 | Celtic    | 6   | 2 | 0 | 0 | 2  | 7  | 0  | +7 |
| 2 | Barcelona | 4   | 1 | 1 | 0 | 2  | 5  | 2  | +3 |
| 3 | Tottenham | 1   | 0 | 1 | 1 | 2  | 1  | 3  | -2 |
| 4 | Al-Ahly   | 0   | 0 | 0 | 2 | 2  | 1  | 9  | -8 |

## Artilharia
2 gols
- Scott McDonald (Celtic)
- Bojan Krkić (Barcelona)
- Chris Killen (Celtic)

1 gol
- Massimo Donati (Celtic)
- El-Agazy (Al-Ahly)
- Shaun Maloney (Celtic)
- Livermore (Tottenham Hotspur)
- Pedro Rodríguez (Barcelona)
- José Manuel Rueda (Barcelona)
- Jeffrén Suárez (Barcelona)
- Samaras (Celtic)